# Karangasem (Plumbon)
Karangasem is een bestuurslaag in het regentschap Cirebon van de provincie West-Java, Indonesië. Karangasem telt 5186 inwoners (volkstelling 2010).